# 슬픔이여 안녕 (드라마)
《슬픔이여 안녕》은 2005년 6월 11일부터 2006년 1월 1일까지 방영된 KBS 2TV 주말 드라마이다.

## 기획 의도
서로 상처를 안고 살아가던 형제들이 아버지가 남긴 가업을 일으키기 위해 뭉치면서 서로를 이해하고 화해에 이르게 되는 과정을 통해 가정과 가족의 중요성을 다시 한 번 생각해 보게 하는 드라마

## 등장 인물

### 주요 인물
- 김동완 : 한정우(27세) 역
- 박선영 : 장서영(26세) 역 - 태복과 연심의 딸, 혜선의 며느리
- 이종원 : 한성민(35세) 역 - 성재의 셋째 동생
- 오연수 : 박여진(34세) 역 - 일호와 진희의 딸

### 정우의 집
- 강남길 : 한성재(48세) 역 - 정우의 형이자 아버지, 사남매의 장남
- 최란 : 김선옥(46세) 역 - 성재의 아내
- 양정아 : 이희숙(32세) 역 - 성민의 아내
- 견미리 : 한성미(43세) 역 - 성재의 동생이자 정우의 고모
- 김일우 : 한성규(46세) 역 - 성재의 동생
- 윤동원 : 한정훈(18세) 역 - 성재와 선옥의 아들이자 정우의 이복동생
- 이혜숙 : 강혜선(48세) 역 - 정우의 생모, 서영의 시어머니
- 김은숙 : 성규의 아내 역
- 이지민 : 한동하 역 - 성민과 희숙의 아들

### 여진의 집
- 한진희 : 박일호(55세) 역 - 여진의 아버지
- 강부자 : 황금실(75세) 역 - 여진의 할머니
- 신동욱 : 박도진(27세) 역 - 여진의 동생
- 정재순 : 윤진희(57세) 역 - 여진의 어머니

### 서영의 집
- 장용 : 장태복(66세) 역 - 서영의 아버지, 정우의 장인어른
- 윤여정 : 이연심(63세) 역 - 서영의 어머니, 정우의 장모
- 안정훈 : 오기범(35세) 역 - 연심의 사촌언니 아들
- 서영희 : 김민주(25세) 역 - 서영의 고등학교 친구

### 그 외 인물
- 김성겸 : 김천기 회장 역 (32회 엔딩 때 등장)
- 유형관 : 이 부장 역
- 장대지 : 김 과장 역
- 이연선
- 박팔영
- 한태일 : 백 사장 역
- 이대연 : 문강재 역
- 김하은
- 고규필
- 나경민
- 지현우
- 백소미
- 정경순
- 권혁호
- 강지운

## 수상
- 2005년 KBS 연기대상 남자 신인 연기상 김동완
- 2005년 KBS 연기대상 여자 우수 연기상 이혜숙

## 연장
- 2005년 10월 11일 : 슬픔이여 안녕 방영 분량이 50부작에서 10회 연장되어 60부작으로 변경.확정되었다.

## 경쟁 프로그램
- 사랑찬가 (MBC)
- 결혼합시다 (MBC)
- 그 여름의 태풍 (SBS)
- 하늘이시여 (SBS)

| KBS 2TV 주말 드라마                              | KBS 2TV 주말 드라마                              | KBS 2TV 주말 드라마                                  |
| 이전 작품                                        | 작품명                                           | 다음 작품                                            |
| ------------------------------------------------ | ------------------------------------------------ | ---------------------------------------------------- |
| 부모님전상서 (2004년 10월 16일 ~ 2005년 6월 5일) | 슬픔이여 안녕 (2005년 6월 11일 ~ 2006년 1월 1일) | 인생이여 고마워요 (2006년 1월 7일 ~ 2006년 3월 26일) |